# Вожово (Курская область)
Вожово — деревня в Конышёвском районе Курской области России. Входит в состав Ваблинского сельсовета.

## География
Деревня находится на реке Вабля (приток реки Прутище в бассейне Сейма), в 73 км от российско-украинской границы, в 55,5 км к северо-западу от Курска, в 16 км к северо-западу от районного центра — посёлка городского типа Конышёвка, в 1,5 км от центра сельсовета — села Вабля.
Климат
Вожово, как и весь район, расположено в поясе умеренно континентального климата с тёплым летом и относительно тёплой зимой (Dfb в классификации Кёппена).
Часовой пояс
Деревня Вожово, как и вся Курская область, находится в часовой зоне МСК (московское время). Смещение применяемого времени относительно UTC составляет +3:00.

## Население
| 2002 | 2010 |
| ---- | ---- |
| 45   | ↘29  |

## Инфраструктура
Личное подсобное хозяйство. В деревне 29 домов.

## Транспорт
Вожово находится в 29 км от автодороги федерального значения М2 «Крым» (Москва — Тула — Орёл — Курск — Белгород — граница с Украиной, с подъездами к Туле, Орлу, Курску, Белгороду и историко-архитектурному комплексу «Одинцово»), в 15,5 км от автодороги регионального значения 38К-038 (Фатеж — Дмитриев), в 3,5 км от автодороги 38К-005 (Конышёвка — Жигаево — 38К-038), в 0,5 км от автодороги межмуниципального значения 38Н-142 (38К-005 — Рыжково — Лукьянчиково), в 11 км от ближайшего ж/д остановочного пункта 552 км (линия Навля — Льгов I).
В 162 км от аэропорта имени В. Г. Шухова (недалеко от Белгорода).